# Албердинк Тейм, Йозеф
Йозеф Алберт Албердинк-Тейм (нидерл. Josephus Albertus (Joseph) Alberdingk Thijm; 10 августа 1820, Амстердам — 17 марта 1889, там же) — нидерландский писатель, поэт, издатель и художественный критик.

## Биография

### Ранние годы
Йозеф Алберт Албердингк Тейм родился 10 августа 1820 года в городе Амстердаме в семье торговца Йоаннеса Францискюса Албердингк Тейма и его жены Катарины Тейм. Он был старшим ребёнком в семье — у него было два брата и две сестры, а также сводный брат от первого брака отца. Его отец был основателем компании «F. Alberdingk & Zonen», которая занималась производством масла в Амстердаме.

### Карьера
Сделался главой одной издательской фирмы, а потом получил в Амстердамской академии художеств кафедру эстетики.
Первые его исследования по эстетике появились в «Kunstkronijk», a поэтическое его дарование выразилось в изданном романтическом рассказе «De klok van Delft» (Утр., 1846), за которым следовали «Palet en Harp» (Амст., 1849), «Geertruida van Oosten» (Амст. 1853) и «Magdalena van Varaewijck» (Амст., 1854). Как поэт Албердингк был продолжателем Виллема Билдердейка.
Вдохновенный толкователь средневекового искусства и литературы, Албердингк стремился распространить сведения о средневековой культуре как в состоявшем под его редакциею (с 1855) журнале «Dietsche Warande», так и в издаваемом им (с 1852) «Volksalmanak voor Nederlandsche Katholiecken».
Значительная часть его исследовательских усилий была посвящена творчеству Йоста ван ден Вондела, о котором он издал ценную книгу «Portretten van Josst van den Vondel» (Амст., 1876), а затем работал над собранием его сочинений.

### Личная жизнь
Йозеф женился в возрасте двадцати пяти лет. Его избранницей стала 22-летняя Вилхелмина Анна София Керст, уроженка Дусбурга. Их брак был зарегистрирован 3 июня 1846 года в Амстердаме. У них было четверо детей: дочь и три сына. Младший сын Карел Йоан Лодевейк, более известный как Лодевейк ван Дейссел, стал писателем и литературным критиком.
Йозеф Алберт Албердингк Тейм скончался 17 марта 1889 года в Амстердаме.